# Live in Vienna
Live in Vienna é um álbum ao vivo do maestro André Rieu, lançado em 2008.